# خوجة يوسف باشا
خوجة يوسف باشا (بالتركية: Koca Yusuf Paşa)‏ كان الصدر الأعظم للدولة العثمانية في الفترة ما بين 25 يناير 1786 حتى 28 مايو 1789.  تولى منصب قبطان باشا البحرية العثمانية (أدميرال). تُوفي في 1800 بمدينة جدة.

## أنظر أيضا
- قائمة قباطين البحر العثمانيين.
- قائمة الصدور العظام للدولة العثمانية.